# Nouveaux historiens israéliens
Les nouveaux historiens israéliens sont au début un groupe de 5 chercheurs (essayistes, journalistes et historiens) qui ont réexaminé l'histoire de la naissance de l'État d'Israël : Simha Flapan, Benny Morris, Tom Segev, Ilan Pappé et Avi Shlaïm.
Leurs travaux, publiés à partir de la fin des années 1980, ont été possibles grâce à l’ouverture des archives israéliennes et britanniques portant sur les événements de 1948. Les « nouveaux historiens » ont remis en cause plusieurs éléments centraux de l'historiographie israélienne traditionnelle, tels que les intentions arabes lors de la guerre, les relations entre le mouvement sioniste et la Transjordanie, le rapport de forces entre les protagonistes, les causes de l'exode palestinien de 1948, le rôle joué par les Britanniques qui contrôlaient la Palestine à l'époque et les responsabilités de l'échec des négociations qui suivirent l'armistice.
Leurs conclusions ont suscité une forte opposition dans les milieux académiques israéliens traditionnels et de nombreux débats et controverses,. Des désaccords sont également apparus entre eux à partir de 2004.
À leur suite, d'autres chercheurs tels que Baruch Kimmerling, Idith Zertal, Shlomo Sand, Uri Ram (he) ont élargi le champ de l'étude à l'ensemble de l'historiographie sioniste et à la société israélienne.
D'abord rejetés par le public, les « nouveaux historiens »  ont acquis une légitimité en Israël dans les années 1990,  et certaines de leurs conclusions ont été intégrées au postsionisme. Bien qu'influents dans les universités occidentales, le récit de la « nouvelle histoire » et le postsionisme sont restés marginalisés en Israël.

## Principales différences avec l'histoire officielle israélienne
Pour Avi Shlaïm, en ce qui concerne la Guerre israélo-arabe de 1948, les débats portent sur le rapport de forces entre les protagonistes de la guerre, citant l'analyse des mythes. Celui de « David contre Goliath », le rôle des autorités britanniques, les relations israélo-jordaniennes, les causes de l'exode palestinien dont la « fuite des Palestiniens à l'appel de leurs dirigeants », les motivations arabes à intervenir dans la guerre ainsi que celui de l'intransigeance arabe et de la volonté « de jeter les Juifs à la mer ».
D'autres historiens israéliens, parmi lesquels Avraham Sela (en), Yoav Gelber, Anita Shapira, Shabtaï Teveth (en), Itamar Rabinovitch et Efraïm Karsh, critiquent leur dénigrement des travaux de leurs prédécesseurs, voire les accusent de « falsification » et de « programme politique caché ». En raison des enjeux, les débats sur ces travaux sont à ce point controversés qu'Avi Shlaïm parle d'une « guerre des historiens israéliens ».
À l'étranger, des historiens palestiniens, dont Ibrahim Abu-Lughod, Nur Masalha et Walid Khalidi) estiment que leurs travaux ne vont pas assez loin par rapport à leurs conclusions. Ceux-ci sont accusés de minimiser la responsabilité israélienne dans la guerre,,.
Pour le sociologue israélien postsioniste Uri Ram (he): « le futur [de l'écriture] du passé en Israël [est devenu une question] politique. Un éventuel retour au processus de paix et un règlement du conflit israélo-palestinien […] [permettrait] un discours historique plus ouvert, pluraliste et critique. [Le contraire donnera lieu] à un discours fermé, consensuel et nationaliste ».
Avi Shlaim présente les différences avec ce qu'il appelle l'histoire officielle comme étant les suivantes :
|                     | Version officielle | Nouveaux historiens |
| ------------------- | --- | --- |
| Rôle du Royaume-Uni | Le Royaume-Uni a essayé d'empêcher l’établissement de l’État israélien en soutenant la Transjordanie qui a attaqué Israël. | Le Royaume-Uni a surtout empêché l’établissement d'un État palestinien et soutenu son annexion par la Transjordanie à condition que celle-ci n'attaque pas Israël. |
| Exode palestinien   | Les Palestiniens ont fui à la suite de l'appel de leurs dirigeants.                                                        | Les Palestiniens ont été chassés et expulsés de leur ville et village. Un point fait polémique : l'exode des Palestiniens a-t-il été intentionnel et prémédité ou est-ce une conséquence de la guerre ?                                                                                                   |
| Forces en présence  | L’équilibre des forces était en faveur des Arabes, soutenus par les Britanniques.                                          | Grâce à une politique de recrutement et d'armement efficace, les Israéliens avaient l'avantage en termes numériques tout au long de la guerre et en termes d'armement et de matériel après le 11 juin. En particulier, ils n'ont pas souffert de l'embargo occidental, à la différence des armées arabes. |
| Voisins arabes      | Les pays arabes avaient établi un plan coordonné visant à la destruction d'Israël.                                         | Les Arabes étaient divisés et se méfiaient les uns des autres. En particulier le roi Abdallah Ier de Jordanie avait conclu avec les Israéliens un accord tacite de non agression qui ne fut cependant pas respecté par Jérusalem (corpus separatum).                                                      |
| Processus de paix   | L’intransigeance des Arabes a empêché la paix.                                                                             | La responsabilité de l'échec des négociations qui ont suivi la guerre est partagée. |

Par ailleurs, Ilan Pappé affirme que le but des dirigeants sionistes était de déplacer la plupart des Arabes palestiniens, tandis que pour Benny Morris le déplacement de population s'est déroulé dans le feu de la guerre.

## Critiques
Pour Paul Giniewski, les nouveaux historiens croient « travailler à l'avènement du Nouveau Moyen-Orient » et leur réécriture de l'histoire du sionisme et du conflit israélo-arabe, sert de terreau d'attitudes politiques parfois pseudo-historiques mais surtout idéologiques. Il qualifie le mouvement d'auto-dénigrement qui nie certaines réalités du mouvement sioniste, tout en les qualifient à son tour de mythes.
Pour Derek Penslar (en), les nouveaux historiens dans leur mission, exagèrent leurs arguments au-delà des évidences historiques. Il met en parallèle le révisionnisme israélien à celui américain des années 1960 au cours de la guerre froide, et rapporte un commun radicalisme politique, un objectivisme et de l'hostilité au relativisme. Il décrit leur méthodologie comme de l'historiographie diplomatique et de la « haute politique ». Il note de nombreuses erreurs dans les travaux de certains d'entre eux et une tendance à utiliser un langage moralisateur et péjoratif pour décrire le comportement d'Israël.
Leurs thèses sont rejetées au sein du milieu académique israélien. Leur révisionnisme est accusé d'être peu différent de l'approche et des intentions des thèses antisionistes, et ils sont décrits comme des gauchistes hostiles à l'existence d'Israël comme État juif. Aharon Megged décrit les nouveaux historiens comme la manifestation de l'« impulsion suicidaire d'Israël ».
Raphael Israeli, soutient que les nouveaux historiens tendent à ignorer dans leurs travaux, l'hostilité et la haine du monde arabo-musulman contre Israël et les Juifs, et agissent avec une culpabilité injustifiée qui serait en réaction à celle-ci, tout en précisant que ce n'est pas le cas de Benny Morris. Il affirme que l'influence qu'ils ont acquise est liée à l'effort de délégitimation d'Israël par les Palestiniens et leurs soutiens, et ainsi se retrouvent liés aux campagnes de boycott d'Israël, à la guerre juridique et à la guerre asymétrique qui sont menées contre leur pays. Il soutient que les historiens arabes vivant sous des régimes et dans des sociétés oppressives ne peuvent remettre en cause les conventions politiques qui dicte la narration historique arabe. Il dénonce ainsi le soutien des historiens arabes aux thèses des nouveaux historiens, comme le reflet de la propagande et de la campagne politique contre Israël.
Les thèses et les études avancées par les nouveaux historiens sont sujettes à de nombreuses réfutations par d'autres spécialistes israéliens des sujets.
Shabtaï Teveth (en) écrit de nombreuses réfutations et accuse Benny Morris de falsification. Du côté des défenseurs du narratif palestinien, Ibrahim Abou Loughod critique Morris, pour ne pas établir des liens entre l'expulsion des Arabes et le sionisme.
Itamar Rabinovitch critique leur point de départ politico-moral plutôt qu'universitaire.
Ils sont aussi critiqués par Efraïm Karsh, qui notamment les accusent d'avoir des mauvaises intentions politiques en voulant prouver la thèse palestinienne qu'« Israël serait le méchant ».

### Travaux des  «nouveaux historiens» relatifs à la naissance d'Israël
- Tom Segev, 1949: The First Israelis, hébreu : 1984  (ISBN 965-261-040-2) [traduction anglaise : 1998  (ISBN 0-8050-5896-6) ; traduction française : Les premiers Israéliens, Paris, Calmann-Lévy, 1998  (ISBN 2-7021-2740-1)].
- (en) Simha Flapan, The Birth of Israel : myths and realities, New York, Pantheon Books, 1987  (ISBN 0-394-55888-X).
- (en) Benny Morris, The Birth of the Palestinian refugee problem, 1947-1949, Cambridge, Cambridge University Press, 1987  (ISBN 0-521-33028-9).
- Ilan Pappé, Britain and the Arab-Israeli Conflit, 1948-1951, New York : Macmillan Press, 1988
- (en) Avi Shlaïm, Collusion across the Jordan : King Abdullah, the Zionist Movement and the partition of Palestine, 1988 ; réédité en 1990 sous le titre The politics of partition.
- (en) Ilan Pappé, The making of the Arab-Israeli conflict, 1947-1951, I.B. Tauris, 1992 (trad. française : La guerre de 1948 en Palestine, La Fabrique, 2000  (ISBN 2-264-04036-X)).
- (en) Benny Morris, 1948 and after : Israel and the Palestinians, Oxford, Clarendon Press, 1994  (ISBN 0-19-827929-9).
- (en) Benny Morris, The birth of the Palestinian refugee problem revisited, 1947-1949, Cambridge, Cambridge University Press, 2004  (ISBN 0-19-827929-9).
- (en) Ilan Pappé, The ethnic cleansing of Palestine, Oneworld Publications, 2007  (ISBN 978-1-85168-555-4) [trad. par P. Chemla : Le nettoyage ethnique de la Palestine, Fayard, 2008  (ISBN 978-2-213-63396-1)].
- (en) Benny Morris, 1948 : a history of the first Arab-Israeli war, New Haven (Conn.), Yale University Press, 2008  (ISBN 978-0-300-12696-9).

### Autres travaux principaux de l'école des «nouveaux historiens»
Voir l'article consacré à chaque auteur pour les publications détaillées.
- (en) Baruch Kimmerling & Joel S. Migdal, Palestinians : the making of a people, New York, Free press (en), 1993  (ISBN 0-02-917321-3) [trad. en hébreu en 1998 et en arabe en 2001].
- (en) Tom Segev, The seventh million : Israelis and the Holocaust, traduit par H. Watzman, New York, Hill & Wang (en), 1993  (ISBN 0-8090-8563-1).
- (en) Idith Zertal, From catastrophe to power : Holocaust survivors and the emergence of Israel, Berkeley, University of California Press, 1998  (ISBN 0-520-21578-8) [trad. par J. Carnaud & J. Lahana : Des rescapés pour un État : la politique sioniste d'immigration clandestine en Palestine, 1945-1948, Paris, Calmann-Lévy, 2000  (ISBN 2-7021-3070-4)].
- (en) Benny Morris, Righteous victims : a history of the Zionist-Arab conflict, 1881-1999, New York, Knopf, 1999  (ISBN 0-679-42120-3) [trad. par A. Dufour & J.-M. Goffinet : Victimes : histoire revisitée du conflit arabo-sioniste, Bruxelles, Complexe & Cachan, Institut d'histoire du temps présent, 2003  (ISBN 2-87027-938-8)].
- (en) Avi Shlaïm, The iron wall : Israel and the Arab world, Londres, A. Lane & New York, W. W. Norton, 2000  (ISBN 0-7139-9410-X et 0-393-04816-0).
- (en) Ilan Pappé, History of modern Palestine : one land, two peoples, Cambridge, Cambridge University Press, 2004  (ISBN 0-521-55406-3) [histoire de la Palestine de 1856 à 2001].
- Ilan Pappé, Une terre pour deux peuples : histoire de la Palestine moderne, trad. par O. Demange, Paris, Fayard, 2004  (ISBN 2-213-61868-2) [trad. de l'ouvrage précédent].
- (en) Idith Zertal, Israel's holocaust and the politics of nationhood, traduit par Ch. Galai, Cambridge, Cambridge University Press, 2005  (ISBN 0-521-85096-7) [trad. par M. Saint-Upéry : La nation et la mort : la Shoah dans le discours et la politique d'Israël, Paris, La Découverte, 2004  (ISBN 2-7071-4416-9)].
- Shlomo Sand, Comment le peuple juif fut inventé, Fayard, 2008.

### Présentations des travaux par des intellectuels français
- Ilan Greilsammer, La nouvelle histoire d’Israël : essai sur une identité nationale, Paris, Gallimard, 1998  (ISBN 2-07-074734-4).
- Dominique Vidal, Le péché originel d'Israël : l'expulsion des Palestiniens revisitée par les nouveaux historiens israéliens, avec Joseph Algazy, Paris, Éd. de l'Atelier, 2002  (ISBN 2-7082-3615-6).
- Dominique Vidal, Comment Israël expulsa les Palestiniens (1947-1949), Paris, Éd. de l’Atelier, 2007  (ISBN 978-2-7082-3966-1) [nouvelle éd., actualisée et augmentée, de l'ouvrage précédent].

### Critiques des «nouveaux historiens»
Voir : Post-sionisme : pour une critique de l'idéologie.
- (en) Shabtai Teveth (en), « The Palestine Arab refugee problem and its origins », Middle Eastern Studies (en), 1990, 26 (2), p. 214-249.
- (en) Avraham Sela (en), « Transjordan, Israel and the 1948 war : myth, historiography and reality », Middle Eastern Studies, 1992, 28 (4), p. 623-689.
- (en) Avraham Sela, « Benny Morris, David Ben-Gurion, and the ‘Transfer’ idea », Israel Affairs, 1997, 4 (2), p. 47-71.
- (en) «[Quoi ?] Avraham Sela, « The collusion that never was : King Abdallah, the Jewish Agency and the partition of Palestine », Journal of Contemporary History (en), 1999, 34 (4), p. 569-585.
- (en) « Avraham Sela, « The unbearable lightness of my critics », The Middle East Quarterly, 2002, 9 (3), p. 63-73.
- (en) « Avraham Sela, « Benny Morris's reign of error : revisited the Post-Zionist critique », The Middle East Quarterly, 2005, 12 (2), p. 31-42.
- (en) « Avraham Sela, « Resurrecting the myth : Benny Morris, the Zionist movement, and the ‘transfer’ idea », Israel Affairs, 2005 11 (3), p. 469-490.
- (en) « Avraham Sela, « Zionism and the Palestinians », Israel Affairs, 2008, 14 (3), p. 355-373.

- (en) Efraïm Karsh, Fabricating Israeli history : the « New Historians », Londres & Portland (Or.), F. Cass, 1997  (ISBN 0-7146-4725-X) [nouvelle éd. revue en 2000  (ISBN 0-7146-5011-0)].
- (en) David N. Myers (en) & David B. Ruderman (en) (éd.), The Jewish past revisited : reflections on modern Jewish historians, New Haven (Conn.), Yale University Press, 1998  (ISBN 978-0-300-07216-7).
- Tuvia Friling (en) (dir.), Critique du post-sionisme : réponse aux « Nouveaux Historiens » israéliens, trad. de l'hébreu par F. Bergmann, Paris, In Press, 2004  (ISBN 2-84835-035-0).
- (en) Jonathan B. Isacoff, Writing the Arab-Israeli conflict : pragmatism and historical inquiry, Lanham, Md. & Oxford, Lexington Books, 2006  (ISBN 978-0-7391-1272-4).
- Sébastien Boussois, Israël confronté à son passé : essai sur l’influence de la « Nouvelle Histoire », Paris, L’Harmattan, 2007  (ISBN 978-2-296-04614-6).
- (en) Yoav Gelber, Nation and history : Israeli historiography and identity between Zionism and post-Zionism, Londres & Portland (Or.), Vallentine Mitchell (en), 2011  (ISBN 978-0-85303-883-2).
- (en) Efraïm Karsh, Palestine betrayed, New Haven (Conn.), Yale University Press, 2010  (ISBN 978-0-300-12727-0).